# Aulotrachichthys nyx
Aulotrachichthys nyx — вид бериксоподібних риб родини трахіхтових (Trachichthyidae). Описаний у 2023 році.

## Поширення
Вид поширений на заході Тихого океану. Типові зразки зібрані біля північно-східного узбережжя Тайваню на глибині 195—200 м.

## Опис
Тіло завдовжки 8,3 см. Відрізняється від однорідних видів поєднанням ознак: смугаста ділянка на хвостовій ніжці тягнеться назад, трохи за середню точку на хвостовій ніжці, її довжина становить 66,7 % довжини хвостової ніжки; чорна вертикальна лінія на основі хвостового плавника; загальне забарвлення темно-коричневе, перешийок, груди, черевні щитки чорні; спинно-плавникові елементи V, 13; шипи анального плавника III; бічних лускових рядів 58; граблин на першій зябровій дузі 6 + 1 + 14 = 21; досить струнке тіло; пропорційно коротші тулуб, відстань між початками спинного та анального плавців, спинний плавник, грудний плавник, лоб, морда, верхня та нижня щелепи; пропорційно більша преанальна довжина, постдорзальна довжина та смугаста область.